# Chloris subdolichostachya
Chloris subdolichostachya är en gräsart som beskrevs av Carmen Mueller. Chloris subdolichostachya ingår i släktet kvastgrässläktet, och familjen gräs. Inga underarter finns listade i Catalogue of Life.